# Leviellus caspicus
Espèce
Synonymes
- Zilla caspica Simon, 1889

Leviellus caspicus est une espèce d'araignées aranéomorphes de la famille des Araneidae.

## Distribution
Cette espèce se rencontre en Ouzbékistan, au Kazakhstan, au Kirghizistan, au Turkménistan, en Iran et en Géorgie.

## Description
Le mâle holotype mesure 6 mm.
Le mâle décrit par Levi en 1974 mesure 5,0 mm et la femelle 6,5 mm.

## Systématique et taxinomie
Cette espèce a été décrite sous le protonyme Zilla caspica par Simon en 1889. Elle est placée dans le genre Zygiella par Roewer en 1942 puis dans le genre Leviellus par Wunderlich en 2004.

## Étymologie
Son nom d'espèce lui a été donné en référence au lieu de sa découverte, la mer Caspienne.

## Publication originale
- Simon, 1889 : « Arachnidae transcaspicae ab ill. Dr. G. Radde, Dr. A. Walter et A. Conchin inventae (annis 1886-1887). » Verhandlungen der kaiserlich-königlichen zoologisch-botanischen Gesellschaft in Wien, vol. 39, p. 373-386 (texte intégral).